# Hickmania troglodytes
Hickmania troglodytes är en spindelart som först beskrevs av Higgins och Petterd 1883.  Hickmania troglodytes ingår i släktet Hickmania och familjen Austrochilidae.
Artens utbredningsområde är Tasmanien. Inga underarter finns listade i Catalogue of Life.